# St. Magnus (Unterrammingen)
St. Magnus ist eine katholische Pfarrkirche im oberschwäbischen Unterrammingen, einem Teilort von Rammingen. Die umfriedete, geostete Kirche steht von Bauernhöfen umgeben ungefähr in der Mitte des Straßendorfes Unterrammingen, etwas zurückgezogen neben der Hauptstraße. An der Ostseite befindet sich der Friedhof. Sie ist dem heiligen Magnus geweiht und gehört zur Pfarreigemeinschaft Mattsies. Die Kirche ist vor allem für ihre Fresken des Malers Johann Baptist Enderle bekannt. Ihre barocke Ausstattung stammt zum größten Teil aus dem 18. Jahrhundert. Der Orgelprospekt aus dem Jahre 1775 gehört zu den schönsten in Schwaben.

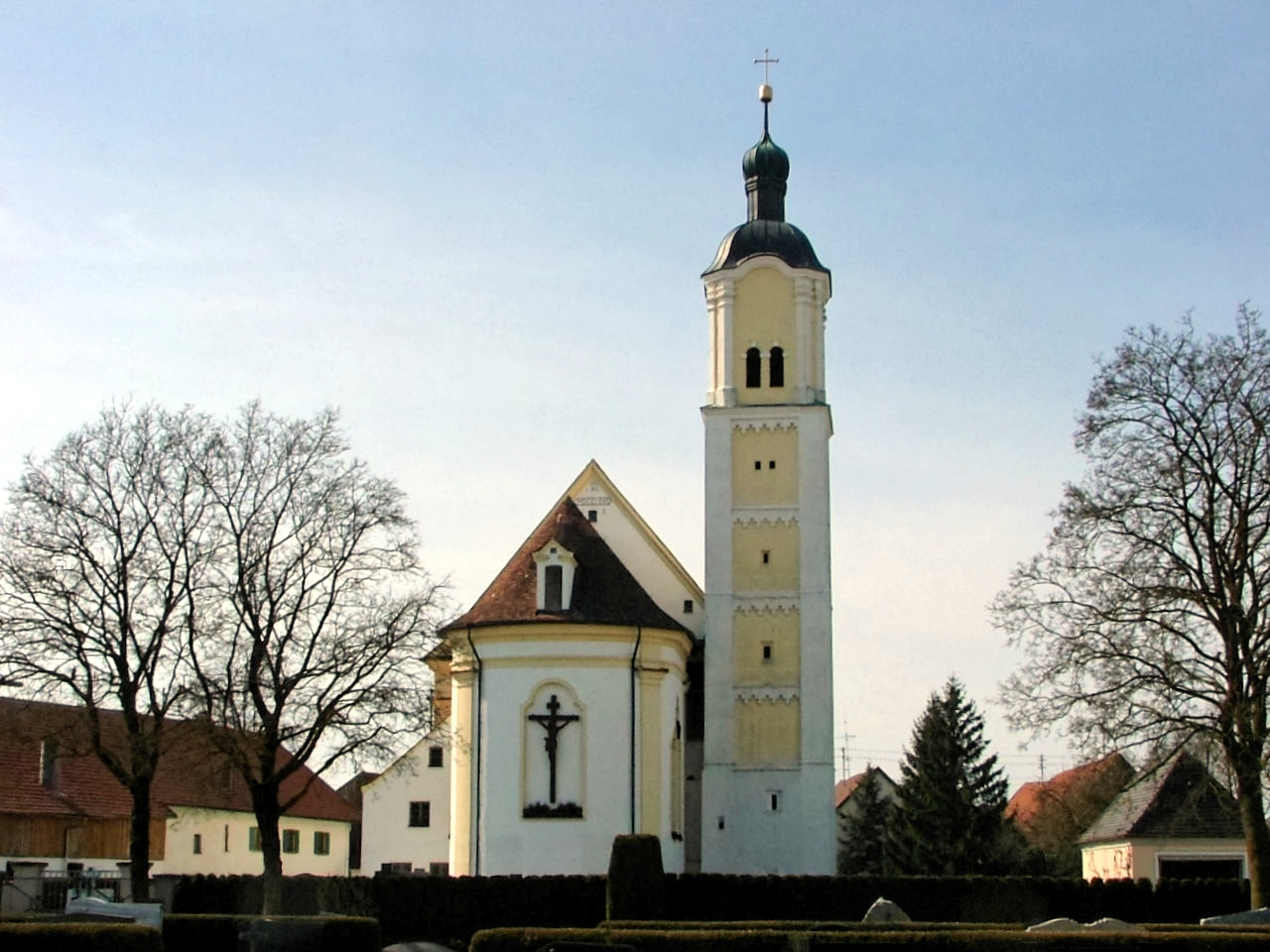
Kirche St. Magnus in Unterrammingen

## Geschichte

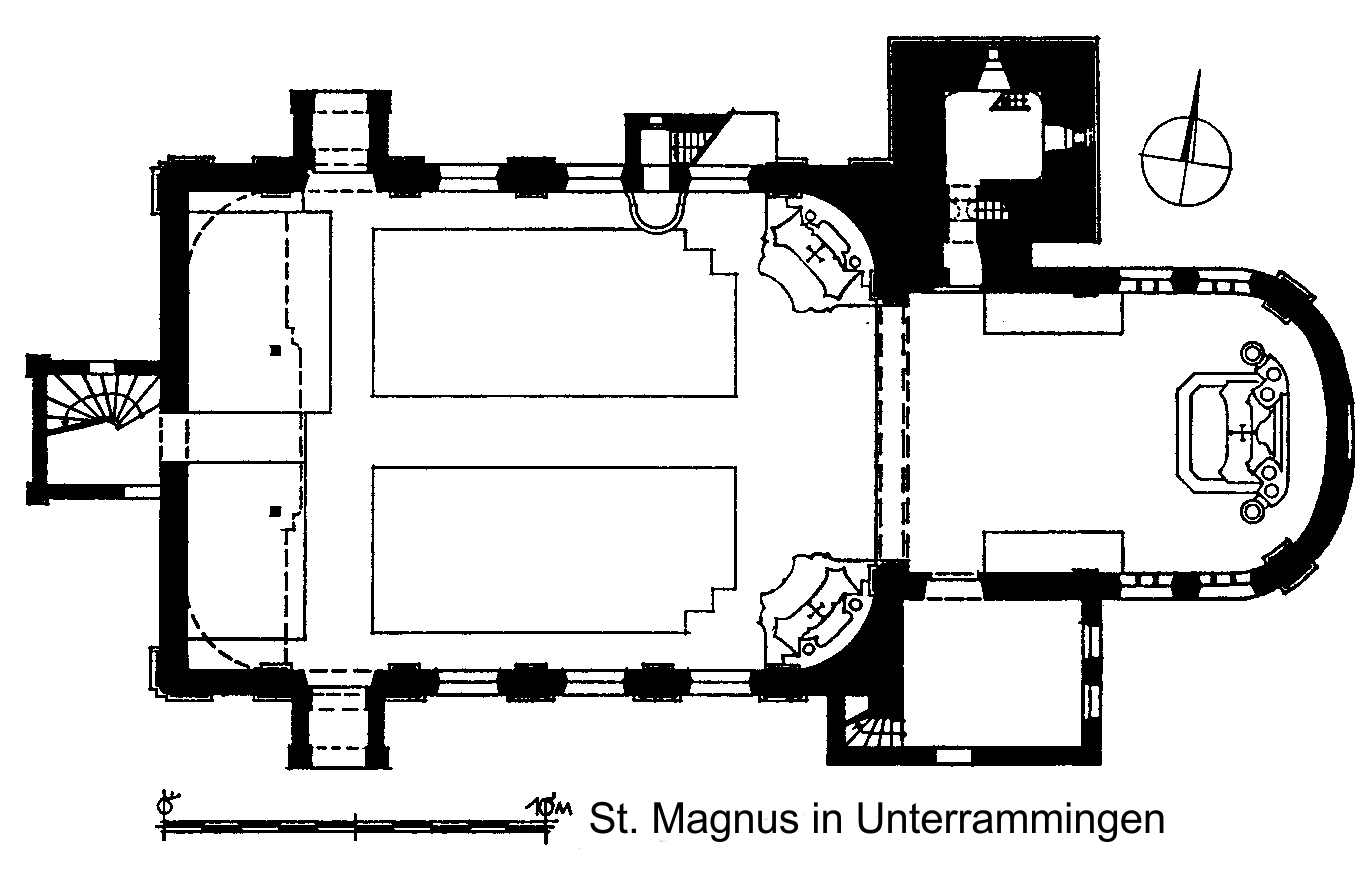
Der Grundriss von St. Magnus

Der Ort Unterrammingen wurde 1094 erstmals urkundlich genannt. Man geht allerdings davon aus, dass es schon vorher im Ort eine Pfarrei gab. Das Patronatsrecht hatten die Edlen von Rammingen, welfische Ministeriale. Im späten 13. Jahrhundert ging es mit dem Ort an die Herrschaft Mattsies über und St. Magnus wurde zu einer Filialkirche der dortigen Pfarrei. Hans von Stein zu Mattsies überließ die Kirche 1469 der Pfarrei Türkheim, die damals dem Kloster Denkendorf bei Esslingen am Neckar gehörte. Herzog Albrecht V. von Bayern kaufte 1560 vom Kloster Denkendorf die Pfarrei Türkheim einschließlich der Filialkirche in Unterrammingen mit sämtlichen Rechten und Gütern. Er veräußerte sie 1562 an Hans und Markwart von Stein zu Mattsies, die die Pfarrei Unterrammingen nach Auflösung der Frühmessstiftung von Mattsies 1565 wiederherstellten. Zusammen mit der Herrschaft Mattsies kam die Pfarrei 1598 an die Fugger, die sie bis 1679 innehatten, bevor sie zu Herzog Maximilian Philipp Hieronymus von Bayern gelangte. 1705 kam sie zum Kurfürstentum Bayern.

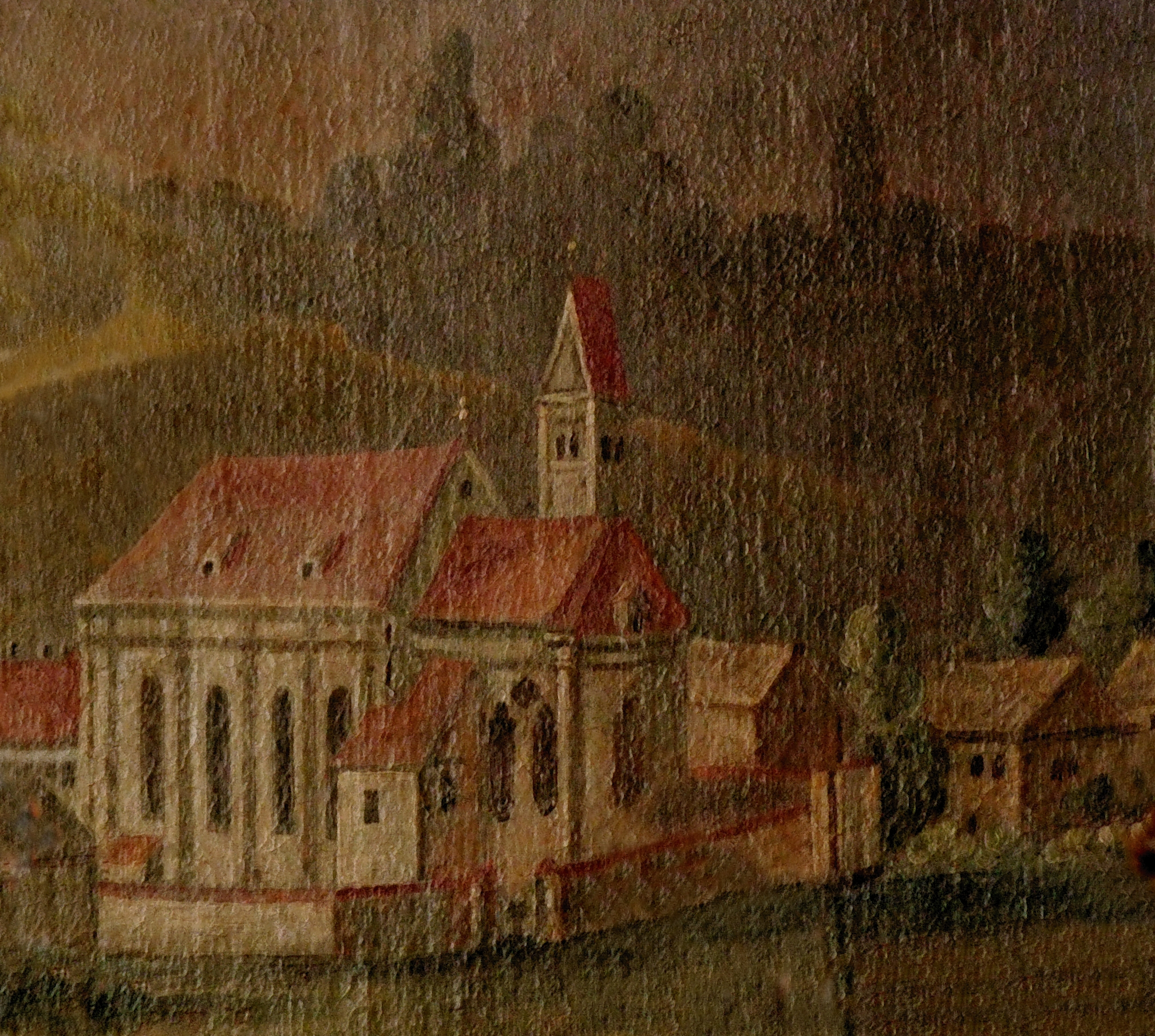
Detail des Hochaltarbildes mit der neuerbauten Kirche und dem bis 1796 bestehenden Turmabschluss

Lediglich große Teile des Turms sind von der spätgotischen Vorgängerkirche erhalten geblieben. Ein Hochaltarbild, das den heiligen Magnus darstellte und 1732 von Joseph Anton Hafner aus Türkheim gemalt wurde, gilt als verschollen. Pläne für den Neubau der Kirche wurden am 12. Juni 1761 von Pfarrer Joseph Anton Germiller an den kurfürstlich geistlichen Rat in München herangetragen. Die alte Kirche sei zu baufällig geworden, weshalb man einen Neubau wünschte. Das Pfleggericht Türkheim untersuchte daraufhin die Kirche und stimmte einem Neubau zu. Der kurfürstliche Hofbaupolier Ignaz Prechler zeichnete Grundrisspläne, die noch erhalten geblieben sind, und den Längsschnitt und bezog die Umfassungsmauern des gotischen Chores mit ein. Die kurfürstliche Hofkammer erhielt Kostenvoranschläge von Joseph Stiller für Maurerarbeiten, Andreas Henkel für den Stuck und Johannes Hörmann für die Zimmererarbeiten; die Genannten führten den Bau von 1767 bis 1768 aus. Kurfürst Maximilian III. Joseph von Bayern genehmigte einen kostengünstigeren Kostenvoranschlag am 23. Februar 1765. Auf Stuck und Fresken sollte verzichtet werden; von der abgebrochenen Burg Angelberg wurden 25.000 Ziegelsteine für den Kirchenbau verwendet. Der Baubeginn war Ende März 1767 und im April 1768 war das Langhaus gedeckt. Der nun doch völlig neue Chor wurde danach begonnen und war im selben Jahr im Rohbau fertig. Im Dachstuhl befindet sich eine Signatur eines Zimmerers A. W. Die Gesamtkosten der Kirche betrugen 5581 Gulden und 20 Kreuzer. Der damalige Pfarrer Germiller übernahm die Kosten des Stucks, der Fresken und des Hochaltars. Zusätzlich stiftete er 500 Gulden für die Anschaffung einer Orgel. Die Seitenaltäre wurden 1775 aufgestellt. Das Satteldach des Turmes wurde 1796 durch ein Obergeschoss mit Kuppelhaube ersetzt. Erst 1818 weihte Weihbischof Franz Karl Fürst zu Hohenlohe die Kirche. Innen wurde sie von 1947 bis 1948 umfassend restauriert, außen 1968. Weitere Renovierungen fanden Ende der 2000er Jahre statt.

## Baubeschreibung

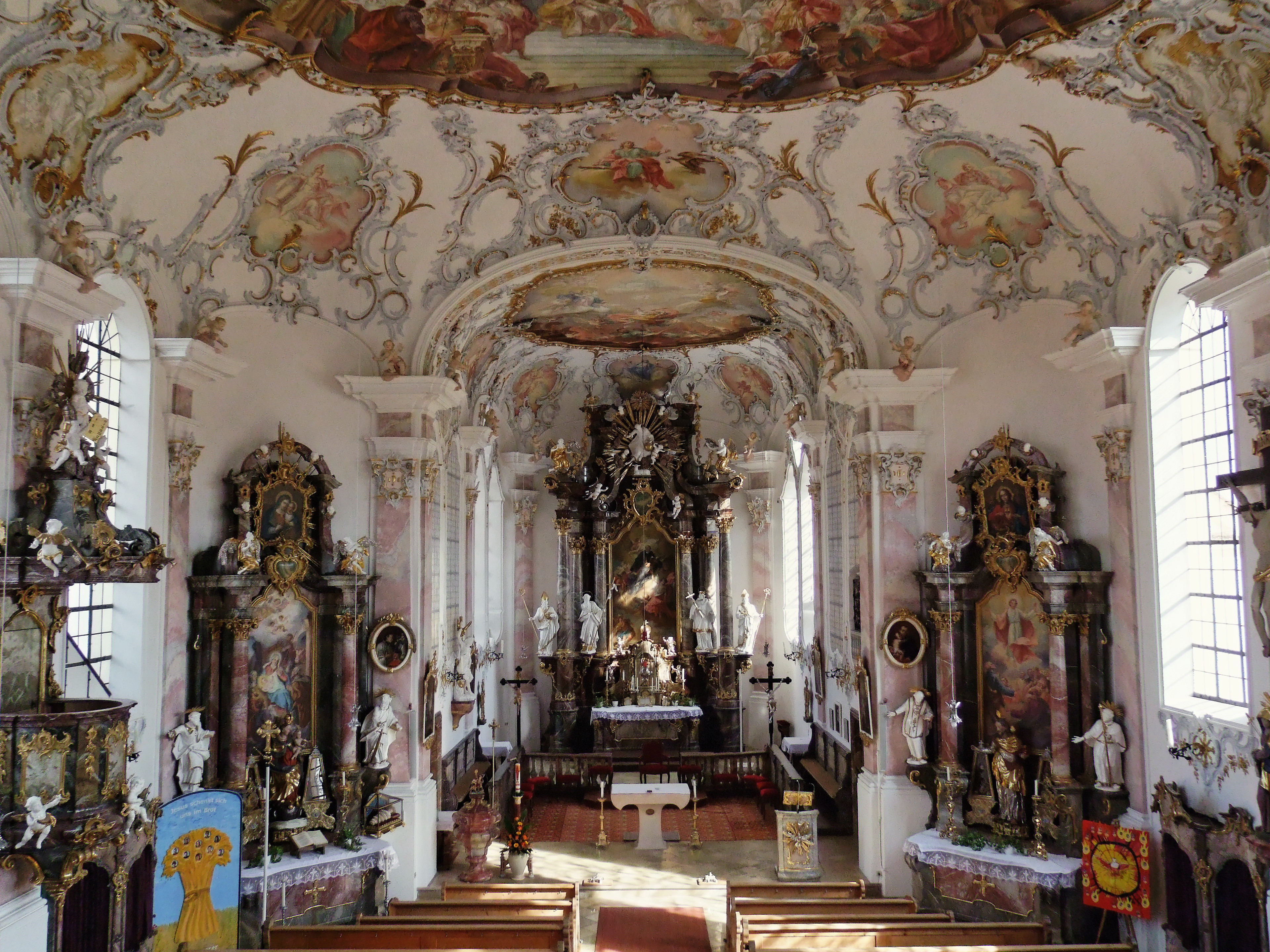
Blick von der Empore in den Chor

Der Bau ist einfach strukturiert: es handelt sich um eine Saalkirche mit eingezogenem Chor und einen seitlich an der Chorflanke stehenden, massiven Turm. Das blockhafte Langhaus überragt etwas den niedrigeren Baukörper des Chores. Eine außen um den ganzen Bau laufende aufgeblendete Pilastergliederung vereinheitlicht die Bauteile. Wie im Langhaus sind auch im Chor die Raumecken abgerundet, was zu einer fließenden Raumwirkung beiträgt.

### Inneres
Der Chor ist eingezogen und besteht aus zwei Jochen mit flachbogigem Schluss. Die Wand ist durch rötlich marmorierte Pilaster auf flachen Wandvorlagen mit verkröpften, dreiteiligen Gebälkstücken gegliedert. Je ein schräggestellter Pilaster befindet sich am Apsisansatz. In der Seitenwandmitte und an der kräftiger vorspringenden Chorbogenlaibung befinden sich ebenfalls Pilaster. Im östlichen Joch sind zwei Gruppen mit je zwei hohen, oben und unten geschweiften Fenstern dicht nebeneinander in die Wand eingelassen. Darüber befindet sich im Zwickel je ein kleines, vierpassförmig geschweiftes Fenster. Das Westjoch hat gleichartige, gemalte Gruppen von Scheinfenstern, von denen das westliche an der Südseite im Unterteil von einer stichbogigen Oratoriumsöffnung mit einer gemalten Balusterbrüstung und einem spiraligen Eisengitter durchbrochen ist. Unter den westlichen Scheinfenstern befinden sich nördlich zum Turm und südlich zur Sakristei hin rot marmorierte Rechtecktüren und flachbogig gemuldete Wölbungen über flachen Schildbogen. Der korbbogige und an der Laibung und der Westseite mit Pilastern besetzte Chorbogen ist um eine Stufe und der Fußboden des Chores im Ostjoch um eine weitere Stufe erhöht. Das saalartige Langhaus ist in vier Achsen mit Pilastern gegliedert. Es besitzt große rundbogige Fenster, die bis in die segmentbogigen Schildbogen reichen. Die Ostecken sind konkav und von Schildbögen überfangenen Pilastern flankiert. Am Chorbogen befinden sich die Pilaster innen. Ein angesetztes, fensterloses fünftes Joch dient für die Emporen. Die flachgedeckte Decke ist an allen Seiten abgemuldet. Über dem Chorbogen schneiden die Grate in die Decke ein und über der Empore sind die Westecken gerundet. Darüber befinden sich flache Schildbögen. Zwischen den letzten befindet sich an der Westwand ein breiter, korbbogiger Schildbogen. Bis zur letzten Renovierung ruhten die Emporen auf rot marmorierten Rundstützen mit toskanisierenden Kapitellen. Diese wurden wegen Baufälligkeit mit gleichartigen weißen und am oberen Ende golden verzierten Stützen ersetzt. Die Brüstungen der Emporen sind dreiachsig, der Mittelteil ist jeweils mit einem eckigen Vorsprung und einem weiter innen liegenden konvexen Übergang leicht vorgezogen. Im vierten Joch von Osten befindet sich eine Stichbogentür.
Die vordere Hängesäule im Dachstuhl über dem Langhaus trägt in Rötel die Inschrift 17 / 67 / AW. Ein Binder über dem Chor ist mit MA 1768 W signiert. Dabei könnte es sich um den Erbauer des Dachstuhles, Anton Wachter aus Markt Wald, handeln.

### Äußeres

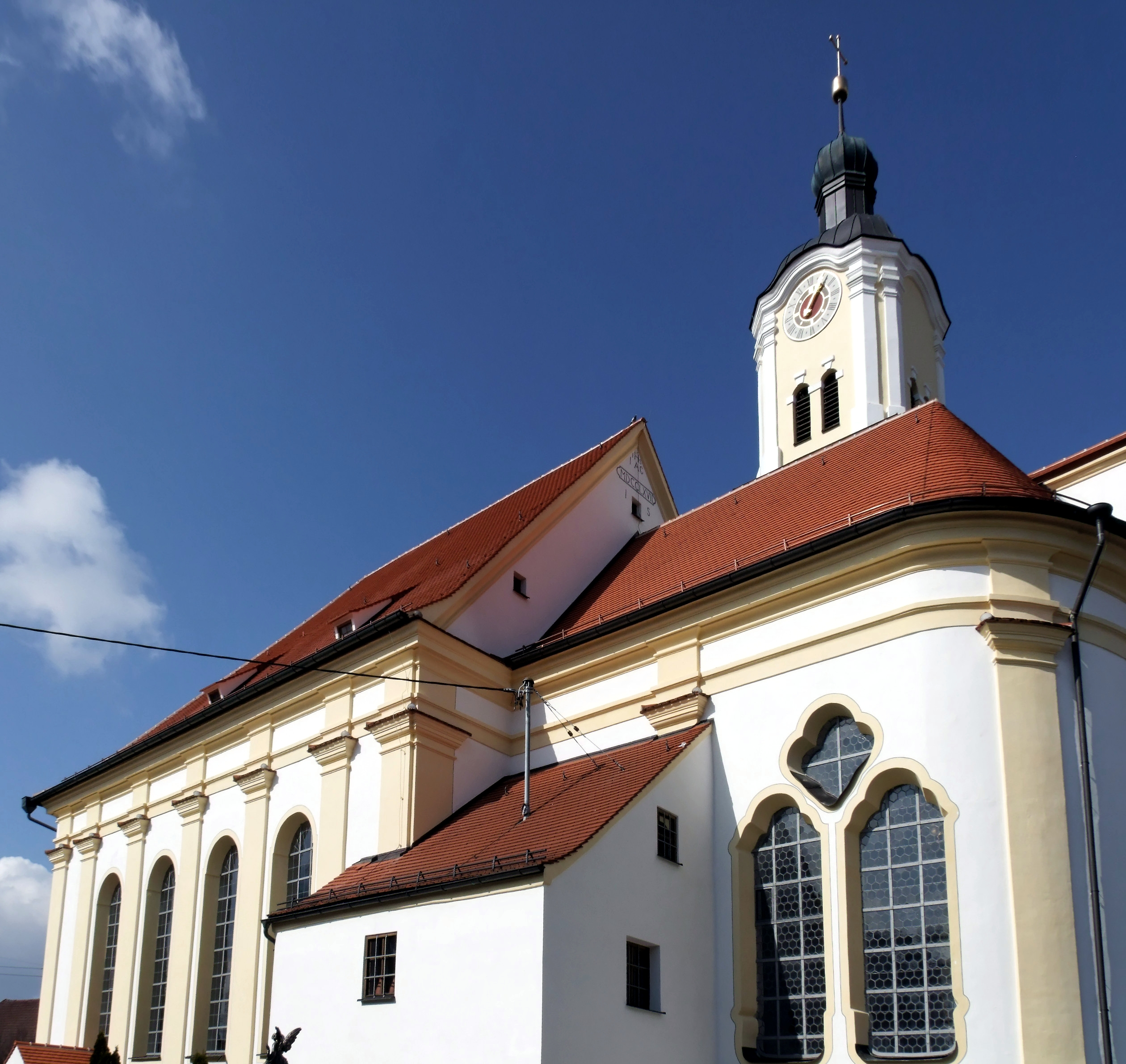
Die Südseite mit der Sakristei

Im Jahre 1968 wurde die alte Farbgebung der Kirche, goldgelb auf weißem Grund, wiederhergestellt. Die achsenweise Gliederung bilden toskanische Pilaster mit einem umlaufenden, verkröpften und dreiteiligen Gebälk. Pilaster befinden sich auch an den Ecken der Langhaus-Ostseite. Die rhythmische Einteilung in vier breitere Achsen mit Fenstern und jeweils einer schmalen, fensterlosen Achse an den Ecken ergibt sich durch die Flankierung der Achsen mit Pilastern. Am Chor sind die Pilaster zwischen den beiden Jochen sowie schräg am Apsisansatz angeordnet. In einer hohen, kleeblattförmig schließenden Blende im Chorscheitel befindet sich ein Kruzifix der Volksmission von 1989. Das ursprüngliche Kruzifix wird in der Leichenhalle aufbewahrt. Die gemalten Assistenzfiguren neben dem Kreuz, deren Reste 1968 noch erkennbar waren, wurden bei den späteren Restaurierungen übertüncht. Am Dach über der Blende befindet sich eine stehende Gaube mit stichbogiger Aufzugsöffnung und einem Dreiecksgiebel. Die Inschrift: I. A. G. MDCCLXVII I. S. in der Spitze des Ostgiebels bedeutet (Pfarrer) Joseph Anton Germiller 1767 (Baumeister) Joseph Stiller. Die Westfassade mit durchgehendem Gebälk wird von Pilastern begrenzt, die Ecken sind abgerundet. Der mittlere Anbau für den Emporenaufgang mit Pultdach wurde 1968 entfernt und durch einen neuen mit Walmdach, nach den originalen Bauplänen des 18. Jahrhunderts, ersetzt. Das Vorzeichen an der Südseite stammt aus der Bauzeit und besitzt ein Satteldach. Es ist im Süden offen mit einer flachbogigen, von toskanischen Eckpfeilern begrenzten Arkade. Im Norden wurde im Jahre 1968 ein gleichartiges Vorzeichen angebaut. Der Kanzelaufgang mit einem nach Westen abfallenden Pultdach stammt ebenfalls von 1968.
Die an der Südseite des Chores angebaute Sakristei wurde 1819 um eineinhalb Meter nach Osten erweitert. Es ist ein schmuckloser zweigeschossiger Bau, mit Pultdach, einer im Jahre 1966 neu eingefügten Spitzbogentüre im Süden, kleinen Rechteckfenstern und einer Flachdecke im Inneren.

### Turm

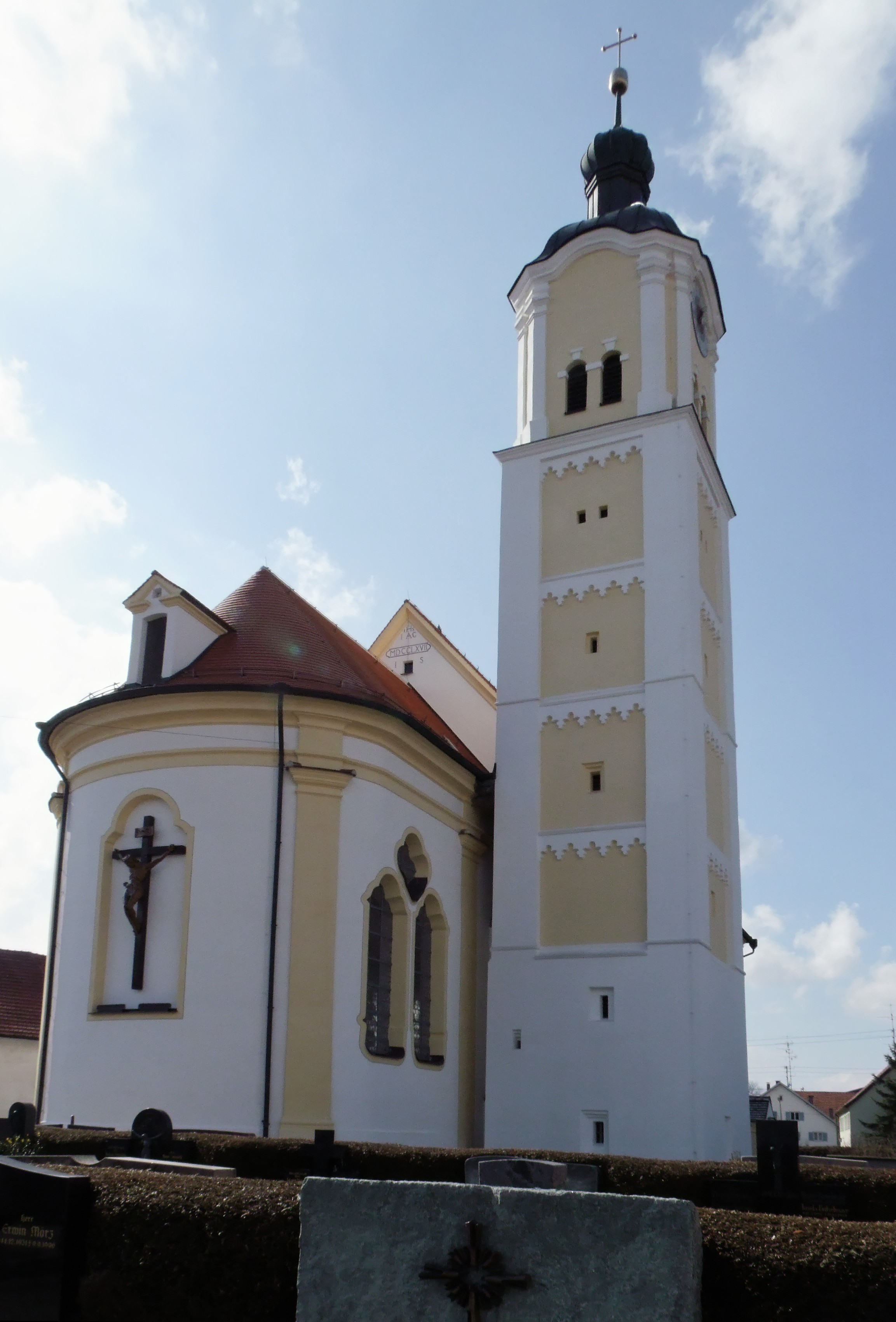
Der Turm der Kirche

Der freistehende Turm befindet sich nördlich des Chorwestjoches und ist mit dem Chor durch einen schmalen Zwischenbau verbunden. Der mächtige quadratische Turm stammt aus dem 15. Jahrhundert und besitzt vom dritten Geschoss an Ecklisenen. Dazwischen befinden sich Kleeblattfriese, wodurch der Turm äußerlich in weitere vier Geschosse geteilt wird. In den einzelnen Geschossen befinden sich Rechtecköffnungen, zum Teil mit außen gestuftem Gewänden. Im obersten Geschoss, das um 1796 erbaut wurde, befinden sich abgeschrägte, mit je zwei geknickten Ecken, die mit toskanischen Pilastern besetzt sind. An den Hauptseiten befinden sich je zwei Rundbogenöffnungen mit Scheitelsteinen, darüber Zifferblätter und Halbkreisgiebel. Auf der mit Kupfer gedeckten achteckigen Kuppelhaube sitzt eine Laterne mit Zwiebelkuppel. Im Erdgeschoss sind Ansätze des ehemaligen Gewölbes erkennbar. Zu den Holzböden der Turmgeschosse führen innen Holztreppen.

## Ausstattung
Die Kirche ist für eine Dorfkirche ungewöhnlich reich ausgestattet. Die Kirchenfahne stammt aus der Mitte des 19. Jahrhunderts und zeigt auf der Vorderseite den heiligen Aloysius, auf der Rückseite ebenfalls den Heiligen vor der Muttergottes. Ein Wachschristkind vom Ende des 18. Jahrhunderts befindet sich in einem Glasschrein neben dem nördlichen Seitenaltar. Der Taufstein aus dem Jahre 1948 wurde von J. Schnitzer aus Buching geschaffen. Er besteht aus rotem Stuckmarmor, dessen Schaft und Becken reich geschweift und profiliert sind. Der Deckel besteht aus Holz. Die Figurengruppe der Taufe Jesu stammt von Tiroler Bildschnitzern und wurde im 21. Jahrhundert gefertigt.
Die Beichtstühle der Kirche wurden um 1775 hergestellt. Sie bestehen aus Holz und sind in grauen, rosa und violetten Tönen marmoriert mit einem vergoldeten Rocailledekor. Die Beichtstühle aus drei Achsen mit geschweiften Arkaden und reich bewegtem Gesims haben eine konvex hervortretende Mittelachse und konkave Seitenachsen.
In der Sakristei befindet sich an der Nord- und Südseite je ein Schrank aus dem frühen 19. Jahrhundert mit klassizistischem Schnitzdekor. Die Schränke sind durch eine Kommode entlang der Ostwand miteinander verbunden. Ein kleiner, zweitüriger Schrank mit einer gemalten Felderung ist mit 1728 bezeichnet. Der zweitürige Schrank im Oratorium stammt aus dem frühen 18. Jahrhundert und ist schlicht gefeldert. Er wurde 1967 von den Bewohnern des Hauses Nummer 16 der Kirchengemeinde geschenkt.

### Stuck

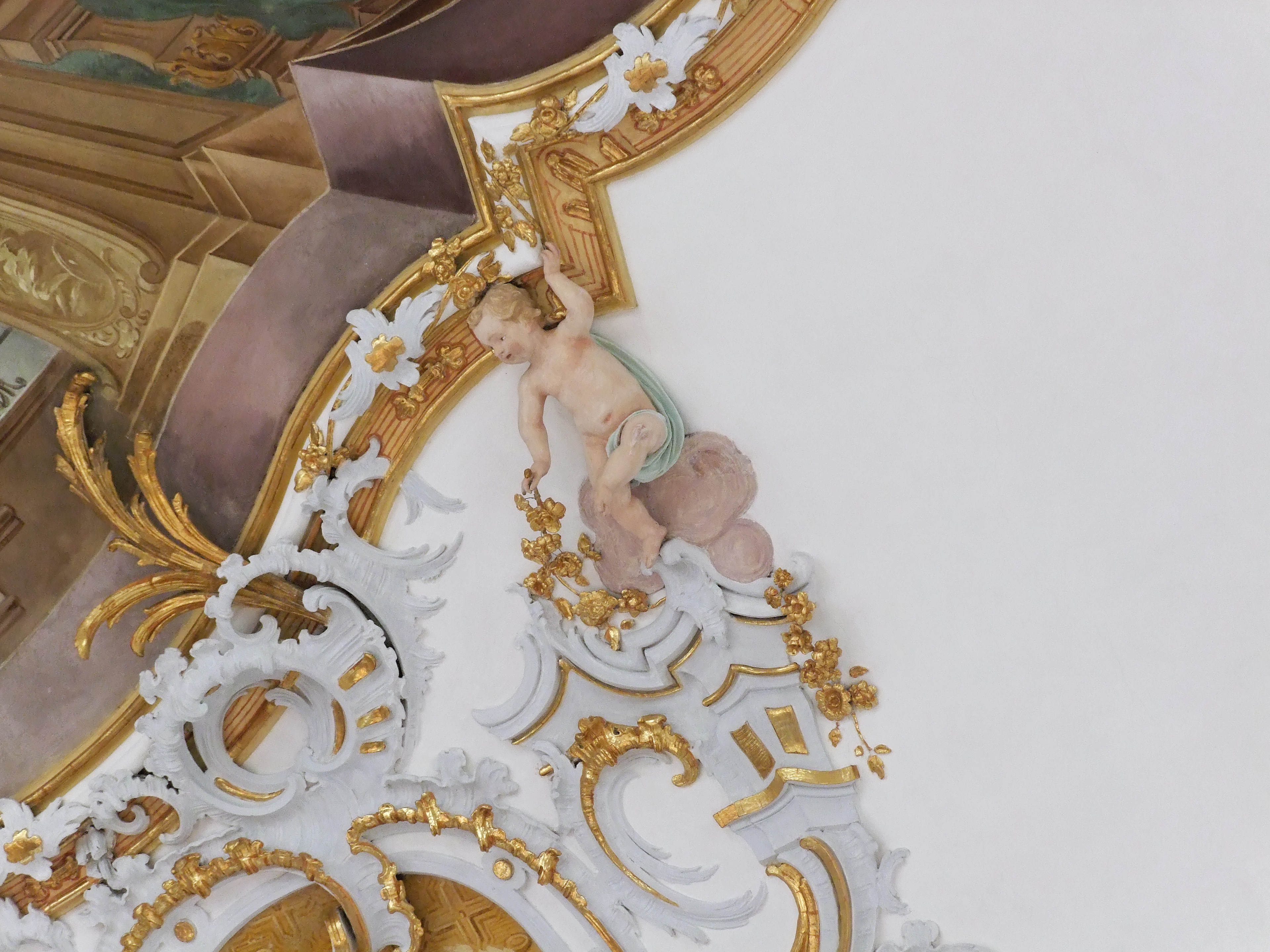
Detail des Stuckrahmens des Langhausdeckenfreskos mit Rocaillen und Putto

Die Stuckverzierungen von 1769 werden Andreas Henkel aus Mindelheim zugeschrieben. Das Hauptmotiv sind langgezogene, schlanke Rocailleschwünge in Grau auf weißem Grund mit einzelnen Vergoldungen und langen, dünnen Palmzweigen. Am Chorgewölbe ist das große Deckenfresko von einem oval geschweiften Profilrahmen mit Blattwerk und Blütenzweigen umgeben. In den Diagonalen und Seitenmitten der Voute befinden sich Gemäldekartuschen. Über den Fenstern und den Scheinfenstern sind asymmetrische, gehäuseartige Kartuschen mit Putten und kuppelartigen, scheinbar durchbrochenen Abschlüssen angebracht. Eine kleinere Kartusche über dem Chorbogen hat einen hölzernen Verschlussdeckel mit dem Chronogramm hVMILIbVs / ConCeDItVr / gratIa (den Demütigen wird Gnade gegeben) für die Jahreszahl 1769.
Die Langhausdecke hat eine ähnliche Stuckkomposition in größerem Maßstab. In der Mitte befindet sich ein großes Schweiffeld mit einem Profilrahmen. In den Diagonalen und Seitenmitten sind große, symmetrische Gemäldekartuschen angebracht. An den Längsseiten zwischen den Mittel- und Eckkartuschen sind asymmetrisch geformte und mit Grisaillen bestückte Gemäldekartuschen mit Putten geschmückt. Über und unter den Fenstern der Kirche befindet sich reicher Stuck mit Rocailledekor, unten jeweils mit einem Apostelkreuz und Rosen. Auf den Pilastergebälken sitzen stuckierte Putten. Die frei korinthisierenden Kapitelle sind mit Rocaillen geschmückt. Je drei breite, an den Schmalseiten geschweift schließende Gemäldefelder mit Profilrahmen an den Emporenbrüstungen sind von Rocaillenornamenten umgeben. Die Chorbogenlaibung trägt Brokatmalerei mit einzelnen Stuckornamenten.

### Fresken
Johann Baptist Enderle malte 1769 die Fresken in Chor und Langhaus.

#### Chor
Das Hauptfresko im Chor zeigt in der unteren Hälfte den Kampf des Erzengels Michael mit dem Teufel und den rebellierenden Engeln nach der Offenbarung des Johannes (Offb 12,7 ff.). Bewaffnet mit einem Flammenschwert in seiner erhobenen rechten und einem Rundschild in der linken Hand stößt er die von Schlangen umwundenen bösen Geister in die Hölle hinab. Blitze schleudernde Engel stehen ihm zur Seite. In der oberen Hälfte ist in der Mitte über Michael in einem hellen Kreis der Jesusknabe mit der Weltkugel dargestellt. Darüber sitzt auf einer Wolke Gottvater, eingebunden in ein farblich leicht abgesetztes Dreieck, in dessen Spitze die Taube des Heiligen Geistes schwebt. Links von Jesus steht die gekrönte Maria mit einem Kranz aus zwölf Sternen als apokalyptische Madonna. Die Dreifaltigkeit ist von Engeln mit gefalteten Händen und von Puttenköpfen umgeben.
Um das Hauptfresko verkörpern Frauengestalten die drei göttlichen Tugenden. Der Glaube nimmt die zentrale Position im Chorscheitel ein. Er wird symbolisiert durch die blaue Farbe des Gewandes und die Attribute Kreuz, Buch, Kelch mit Hostie, Rundtempel und brennende Kerze in einem Herzen. Die Liebe an der Nordseite ist durch ein rotes Gewand, ein flammendes Herz auf der Brust und einen Pfeil in der linken Hand zu erkennen. Ihr gegenüber, auf der Südseite des Chores, ist die Hoffnung durch eine Frau mit einem grünen Umhang dargestellt, die mit ihrem linken Arm einen Anker umfasst. Die Kartusche des Glaubens wird von zwei weiteren Kartuschen mit Heiligen flankiert, links Josef, rechts Antonius von Padua, beide in roter und grüner Tönung.

#### Langhaus

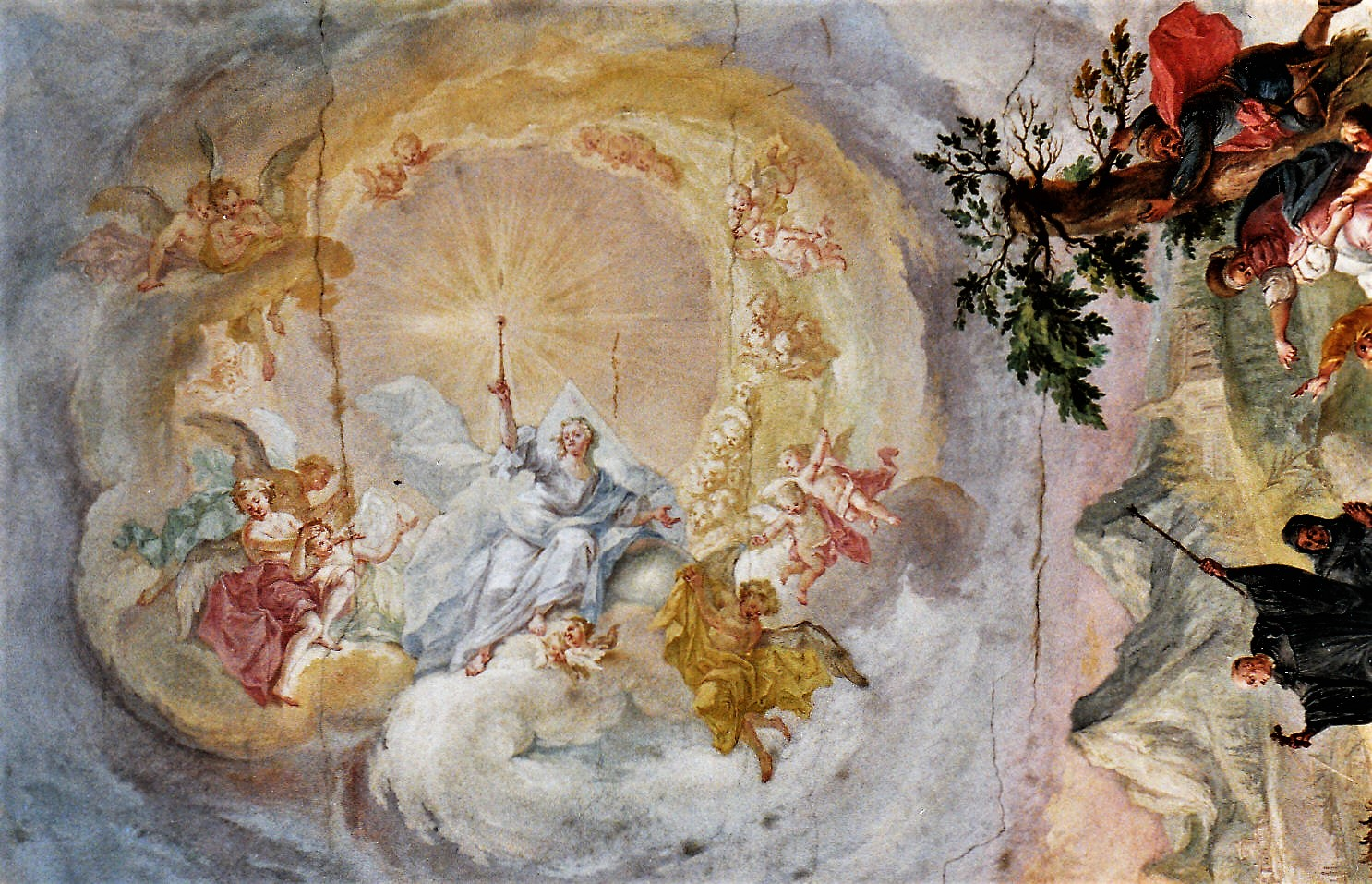
Göttliche Vorsehung

Das Deckenfresko im Langhaus zeigt an vier Seiten je eine Szene aus dem Leben des Kirchenpatrons St. Magnus. Die größte Fläche nimmt an der Ostseite der Abschied des heiligen Magnus von seinen Eltern ein. Unter einem von korinthischen Säulen getragenen Bogen kniet Magnus auf den Stufen einer Treppe vor seinem Vater, der unter einem blauen Baldachin auf einem Thron sitzt. Der Vater legt beide Hände auf die Schultern des Sohnes und seine hinter ihm stehende Mutter hält ein Kreuz über sein Haupt. Im Himmel über dieser Szene erscheint in einem großen Kranz aus Wolken, Engeln und Putten eine hell gekleidete Frauengestalt auf einer Wolke, die göttliche Vorsehung (providentia divina) symbolisierend. Sie hält ihre linke Hand über eine Kugel und trägt in der ausgestreckten rechten ein Szepter, auf dessen Spitze das Auge Gottes in alle Richtungen goldene Strahlen aussendet. Hinter ihrem Kopf erscheint ein helles Dreieck.
An der Nordseite sind Plünderung, Zerstörung und Neubau des Klosters Sankt Gallen durch Herzog Othwin von Schwaben dargestellt. Im Vordergrund misshandeln Soldaten den heiligen Magnus. Dahinter werden in Truhen die Schätze des Klosters fortgetragen und Mönche von Soldaten vertrieben. Im Hintergrund sieht man das von Magnus wieder aufgebaute Kloster. Auf der gegenüberliegenden Seite besiegt Magnus in Begleitung seines Gefährten Tozzo einen Drachen, indem er ihm ein Kreuz entgegenhält. Die Szene spielt sich in einer bergigen Landschaft ab. Angsterfüllte Menschen fliehen auf Felsen und auf einen Baum. Im Westen hält Magnus vor dem rund um ihn gelagerten Volk eine Predigt. An einen Baum gelehnt streckt er seine Rechte mit einer weit ausladenden Geste nach vorne. Rechts im Hintergrund spendet er mehreren Menschen das Sakrament der Taufe.

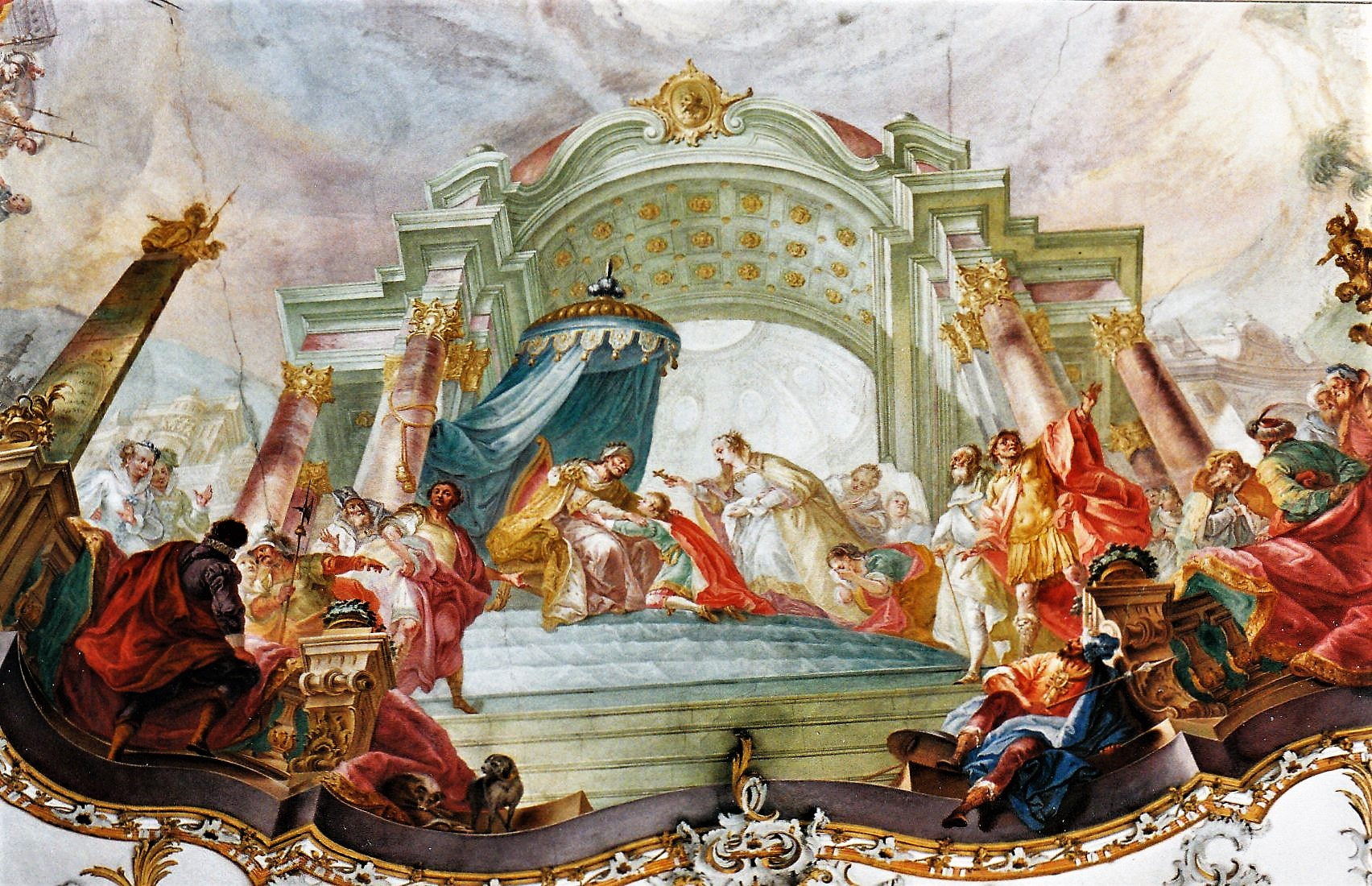
Abschied des heiligen Magnus

Das Langhausfresko ist von zwölf Kartuschen umgeben, die in drei Motivgruppen zu je vier Bildern gegliedert sind. In den Ecken stehen in roter und grüner Tönung Frauen auf Wolken als Allegorien der vier Kardinaltugenden, im Osten Stärke und Klugheit, im Westen Mäßigkeit und Gerechtigkeit. Die Stärke wird durch die Attribute Säulenstumpf, Eselskinnbacke und Helm symbolisiert. Die Klugheit deutet auf ihre Stirn. Zu ihr gehören die Attribute Spiegel, Schlange und Bücher. Die Mäßigkeit hält mit ihrer Linken eine Schüssel auf ihrem Schoß, während sie mit der anderen Hand einen Becher leert. Die Gerechtigkeit trägt in ihrer rechten Hand ein gezücktes Schwert, in der linken eine Waage.
In der Mitte jeder Seite ist mit kräftigen Farben einer der vier Evangelisten dargestellt. Auf Johannes im Osten folgen im Uhrzeigersinn Markus, Lukas und Matthäus. Sie sitzen auf Wolkengebilden und sind mit ihren Symbolen versehen. Johannes sind zum Adler ein Tintenfass und das Lamm auf dem Buch mit den sieben Siegeln beigegeben. Markus ist am Löwen erkennbar, Matthäus am geflügelten Menschen. Sie sind mit Büchern und Schreibutensilien als Verfasser der Evangelien kenntlich, Lukas mit dem geflügelten Stier ist zusätzlich mit Staffelei, Pinsel und Farbpalette als Maler von Maria mit dem Jesuskind ausgestattet.
Die vier lateinischen Kirchenväter bilden die dritte Gruppe an der Nord- und Südseite des Freskos. Der Evangelist Matthäus wird von Gregor und Hieronymus und Markus von Ambrosius und Augustinus flankiert. Auch die Kirchenväter sitzen auf Wolkenbänken und sind in Grisaillemalerei vor goldenem Tapetenmuster abgebildet. Gregor ist mit Tiara, dreifachem Papstkreuz und Heilig-Geist-Taube, Hieronymus mit unbekleidetem Oberkörper und den Attributen Löwe und Kruzifix sowie der Posaune des Jüngsten Gerichts als büßender Einsiedler dargestellt. Ambrosius ist an seinem Bienenkorb und Augustinus am flammenden Herz in der rechten Hand zu erkennen.

### Altäre
In der Kirche befinden sich drei Altäre, der Hochaltar im Chor an der Ostseite, die Seitenaltäre an den Ostecken neben dem Chorbogen im Langhaus.

#### Hochaltar

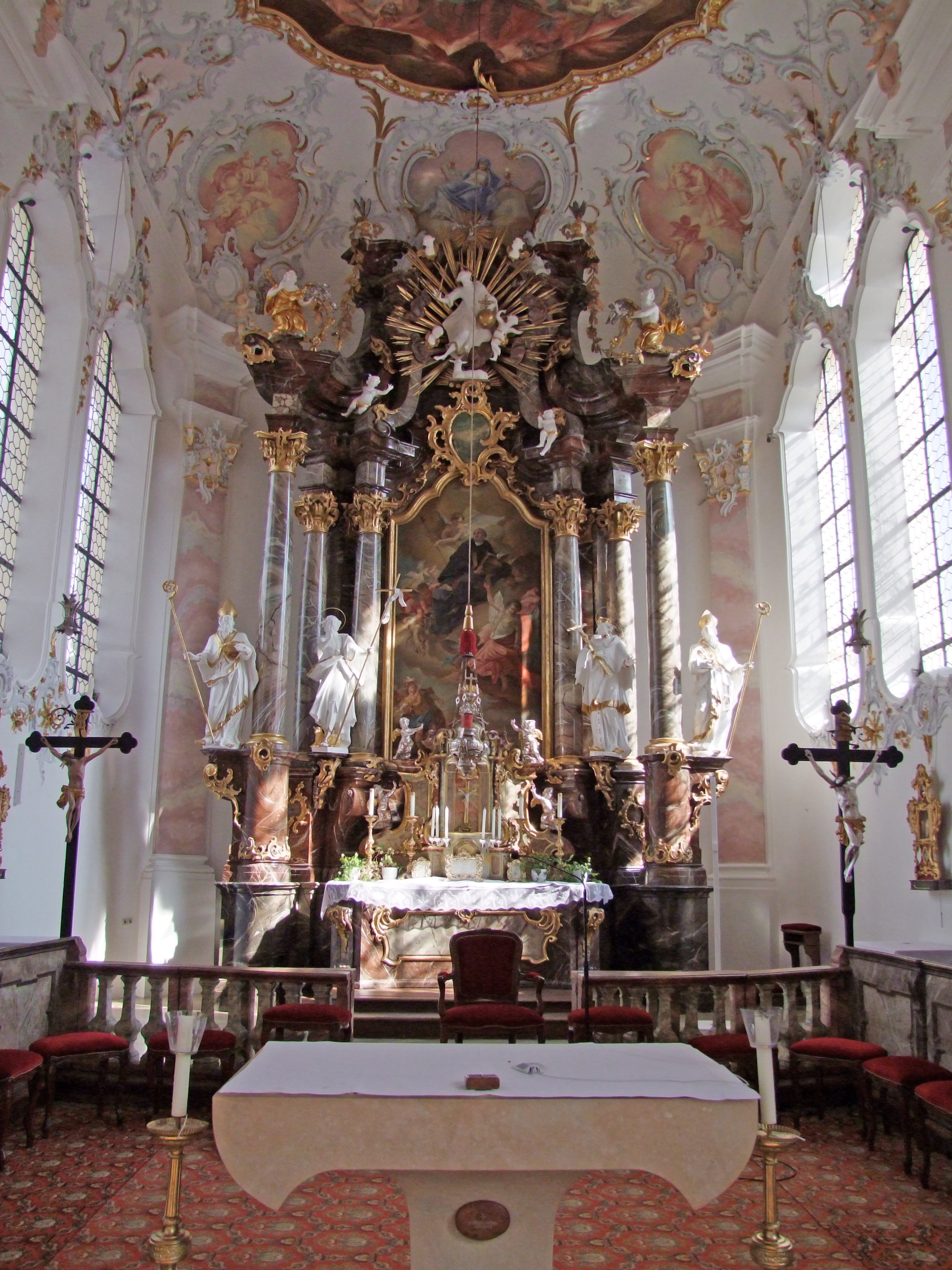
Hochaltar

Den Hochaltar schuf von 1771 bis 1773 Dominikus Bergmüller als Stiftung des Pfarrers Joseph Anton Germiller; er kostete 900 Gulden. Das Pfleggericht Türkheim genehmigte am 3. April 1771 150 Gulden für die Fassung des Altars. Die Figuren stammen eventuell von Johann Michael Hegenauer oder Franz Joseph Pfeifenhofer, beide aus Türkheim. Der Altar aus Holz ist in rötlichen und grauvioletten Tönen mit vergoldeten Rocailles gefasst, die Figuren sind weiß mit goldenen Verzierungen. Die Verzierung der gemauerten Stipes ist leicht konkav mit Volutenvorlagen an den abgeschrägten Ecken. Der geschweifte Giebel des zylindrischen Tabernakels wird von je zwei Volutenvorlagen begrenzt. Vor der Nische befindet sich ein kleines Kruzifix, im Giebel der Nische zeigen vier Putten das Herz Jesu. Das geschweift schließende Altarbild mit dem heiligen Magnus als Beschützer des Ortes ist mit J. Enderle S. 1771 bezeichnet. Eine alte Ortsansicht im unteren Bereich zeigt die Kirche mit dem alten Satteldachturm in schwäbischer Tradition. Der monumentale, konkave Aufbau ist sechssäulig. Die Kapitelle sind vergoldet und mit Rocaillen geschmückt. Zu beiden Seiten des Altarblatts befindet sich vor den beiden Seiten eines übereckgestellten Pfeilers je eine Säule, die innere vor einem Pilaster. Außen steht auf einem Sockel jeweils eine dritte, höhere Säule. Zwischen den inneren Säulenpaaren befinden sich Figuren des heiligen Johannes Baptista und von Johannes Nepomuk. Neben den Außensäulen stehen auf Konsolen der Bistumspatron Ulrich und der heilige Benno. Die Gebälkzone des Altars ist reich verkröpft. Der Altarauszug wird von vier Voluten über den inneren und äußeren Säulen gebildet. Innen befinden sich am Fuß Putten und außen kniende Engel mit einer Blumenkette. Vor einer Strahlenglorie in der Mitte ist die Heilige Dreifaltigkeit mit Gottvater, dem Gotteslamm und dem Heiligen Geist zwischen Engelsköpfen dargestellt.

#### Seitenaltäre

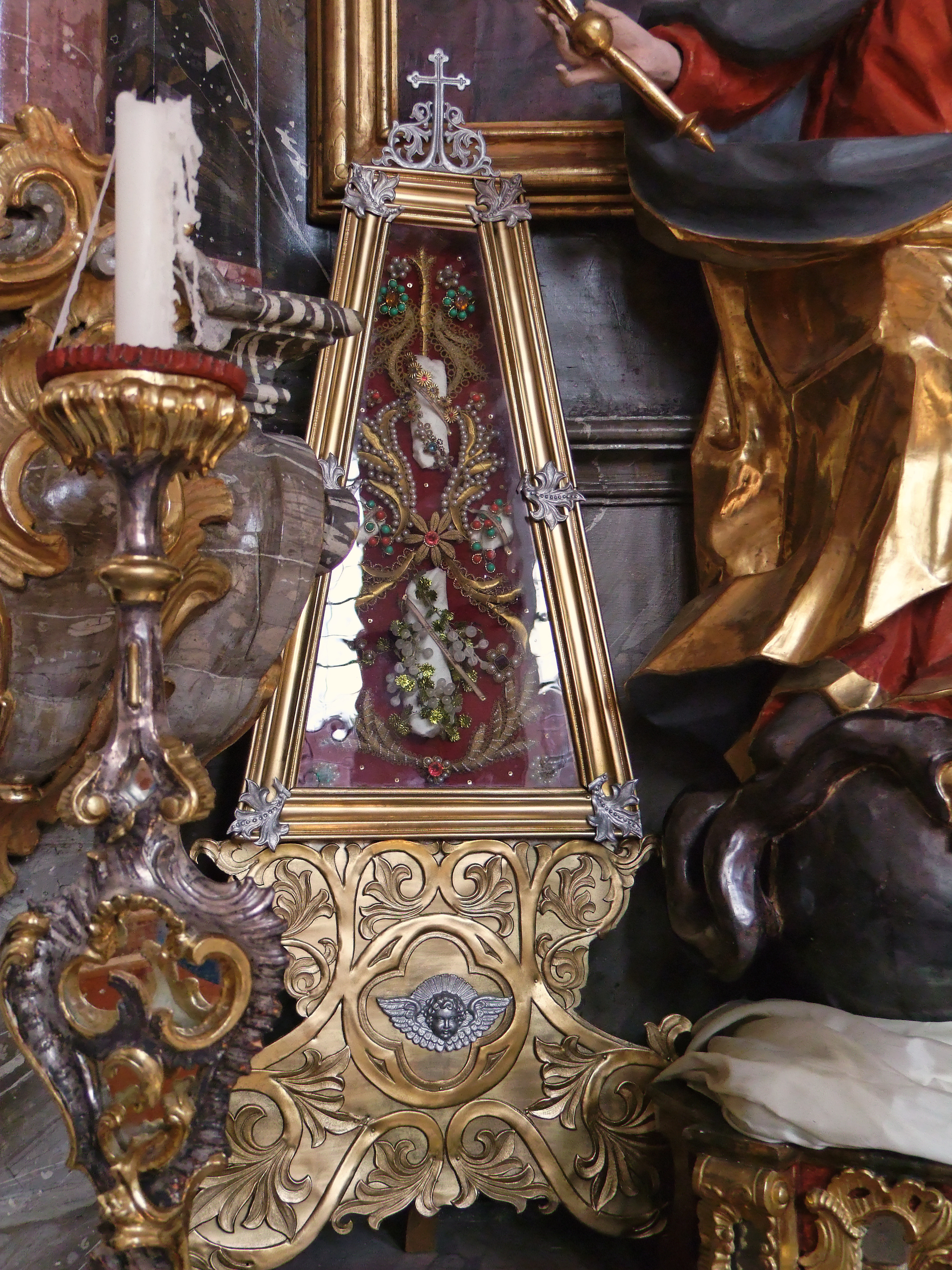
Eines der Reliquiare auf den Seitenaltären

Die Seitenaltäre schuf 1775 Dominikus Bergmüller für 450 Gulden. Die Schnitzer der Figuren könnten dieselben gewesen sein wie die des Hochaltars. Die hölzernen Seitenaltäre sind rötlich und grau marmoriert und mit vergoldetem Rocailledekor geschmückt. Die Figuren sind weiß mit goldenen Schmuckelementen. Die leicht konkav gestaltete Stipes hat abgeschrägte, volutenflankierte Ecken. Der Aufbau ist konkav mit zwei vor Pilastern stehenden Freisäulen. Das in der Mitte hochgeschweifte Gebälk ist verkröpft. Die geschweift abschließenden Altarbilder sind neubarock aus dem Jahr 1948 und mit J. Baumann bezeichnet. Das nördliche zeigt die Anbetung der Hirten, das südliche die Himmelfahrt Christi. Außen befinden sich gedrungene Figuren. Am nördlichen Altar sind die Heiligen Petrus und Paulus, am südlichen Ignatius und Franz Xaver zu sehen. Über den Gemälden befinden sich Kartuschen, die früher Inschriften enthielten. Heute sind sie grün marmoriert. Auf den Säulengebälken befinden sich kniende Engel. Der Auszug wird von zwei mit Engelsköpfen besetzten Voluten gebildet. Ein Flachbogen verbindet die Voluten. Die Auszugsbilder in reichen Rokokorahmen zieren ein Herz Mariens und ein Herz Jesu. Sie wurden von 1781 Joh. Michael Ziegler  geschaffen. Bis in die 1970er Jahre waren dort Bilder von Johann Baumann mit der Taufe Jesu und Jesus bei einer Krankenheilung angebracht. Auf beiden Altären stehen zwei Rokoko-Holzleuchter mit eingelassenem Spiegel. Daneben befinden sich je zwei Reliquiare auf den Altären. In der Mitte des nördlichen Seitenaltars steht eine im Jahr 1966 erworbene Christusfigur aus der ersten Hälfte des 17. Jahrhunderts, die in der linken Hand ein dornengekröntes flammendes Herz hält. Auf dem südlichen Seitenaltar steht eine neubarocke Madonna mit Jesuskind.

### Kanzel

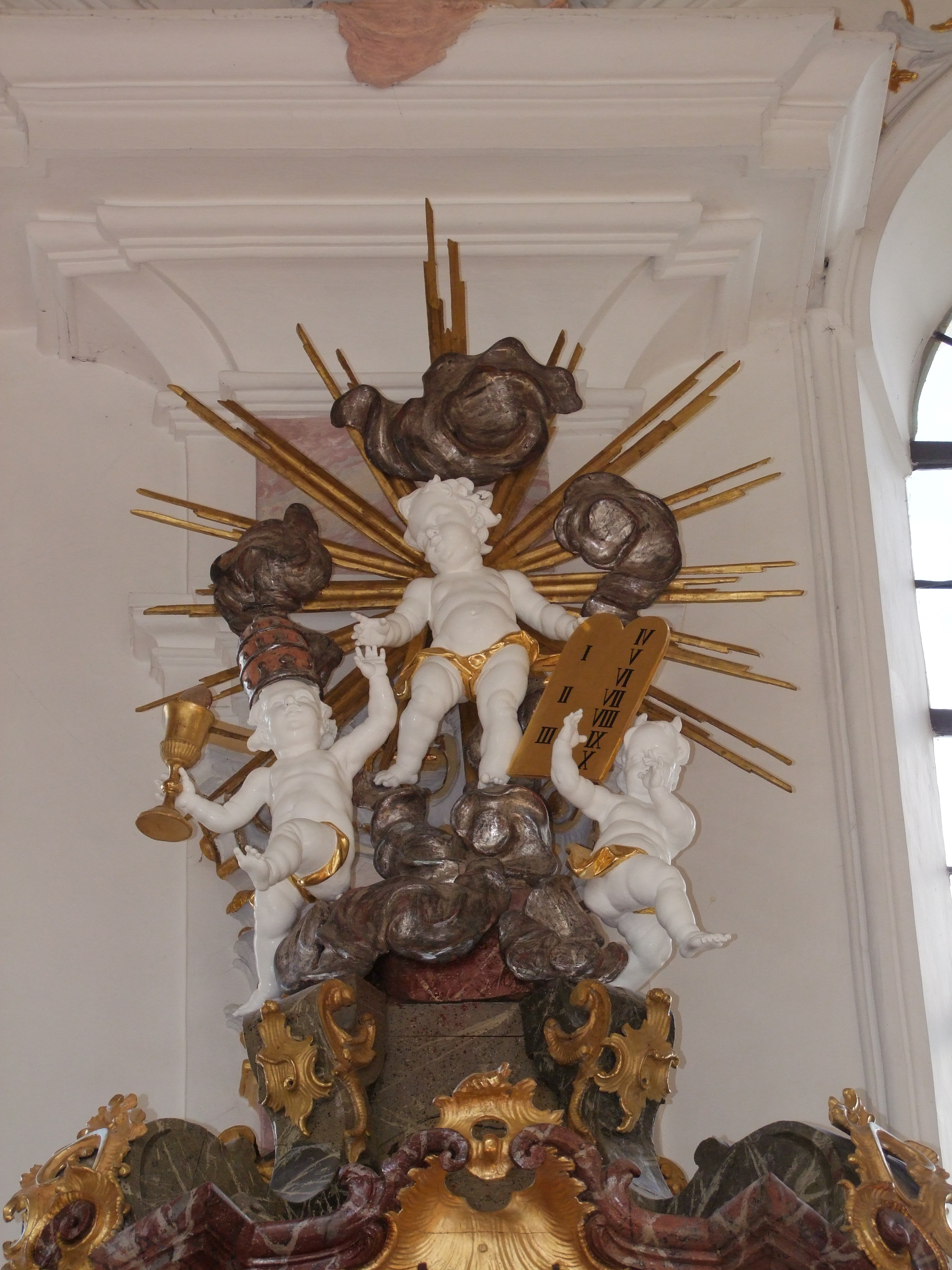
Die Bekrönung der Kanzel

Die Kanzel an der Nordwand kann nur von außen betreten werden. Sie wurde um 1775 vermutlich von Dominikus Bergmüller geschaffen und besteht aus grau, rötlich und braun marmoriertem Holz mit vergoldetem Rocailledekor. Die Figuren sind weiß gefasst und haben vergoldete Schmuckelemente. Der Korpus ist zylindrisch und besitzt ein ausgebauchtes unteres Gesims. Putten tragen die Attribute von Glaube, Hoffnung und Liebe. Darunter befindet sich eine volutenbesetzte Spitze. An der Rückwand der Kanzel ist eine Tür mit einem Schweifsturz eingebaut. Der Schalldeckel besitzt die Form eines verkröpften Gesimses und trägt eine Volutenpyramide drei Putten. Links und rechts befinden sich trompetenblasende Putten, von denen eine das Neue Testament, die andere das Alte Testament dar. Darüber symbolisiert, die Hände zu den beiden anderen streckend, eine weitere Putte das Jesuskind vor einem Strahlenkranz als Bindeglied zwischen den Testamenten.

### Gestühl
Das Chorgestühl stammt aus dem 18. Jahrhundert und ist marmoriert. Dem Stil nach zu urteilen, dürfte es um 1720 gefertigt worden sein. An den Vorder- und Rückenbrüstungen befinden sich durch Hermenpilaster getrennte Felder mit spitz eingezogenen Seitenmitten. Die Schweifwangen mit ihrem reichen Schnitzdekor stammen aus der Zeit um 1775 und gleichen dem Laiengestühl. Dieses besitzt Schweifwangen aus Eichenholz mit geschnitzten Rocaillen, Palmetten und Schuppen aus derselben Zeit wie die des Chorgestühls. Die Vorder- und Rückenbrüstungen an den Seiten des Querganges stammen aus der Zeit um 1720. Das Gestühl unter der Empore aus dem 18. Jahrhundert ist roh belassen.
Die marmorierte hölzerne Kommunionbank stammt aus der Zeit um 1775, ist konvex und mit Vierkantbalustern ausgestattet.

### Grabdenkmäler
An den Wänden innerhalb der Kirche sind zwei Grabdenkmäler angebracht. Rechts vom Haupteingang befindet sich die kleine Solnhofner Platte für Pfarrer Joseph Anton Germiller, den Erbauer der Kirche. Die Solnhofer Platte an der Sakristeiwestwand erinnert an den Kaplan Johann Nepomuk Steiner, der 1772 verstarb. Diese Platte weist über der Inschrift ein kleines Kelchrelief und in den Ecken eingravierte Rocaillen auf.

### Holzfiguren

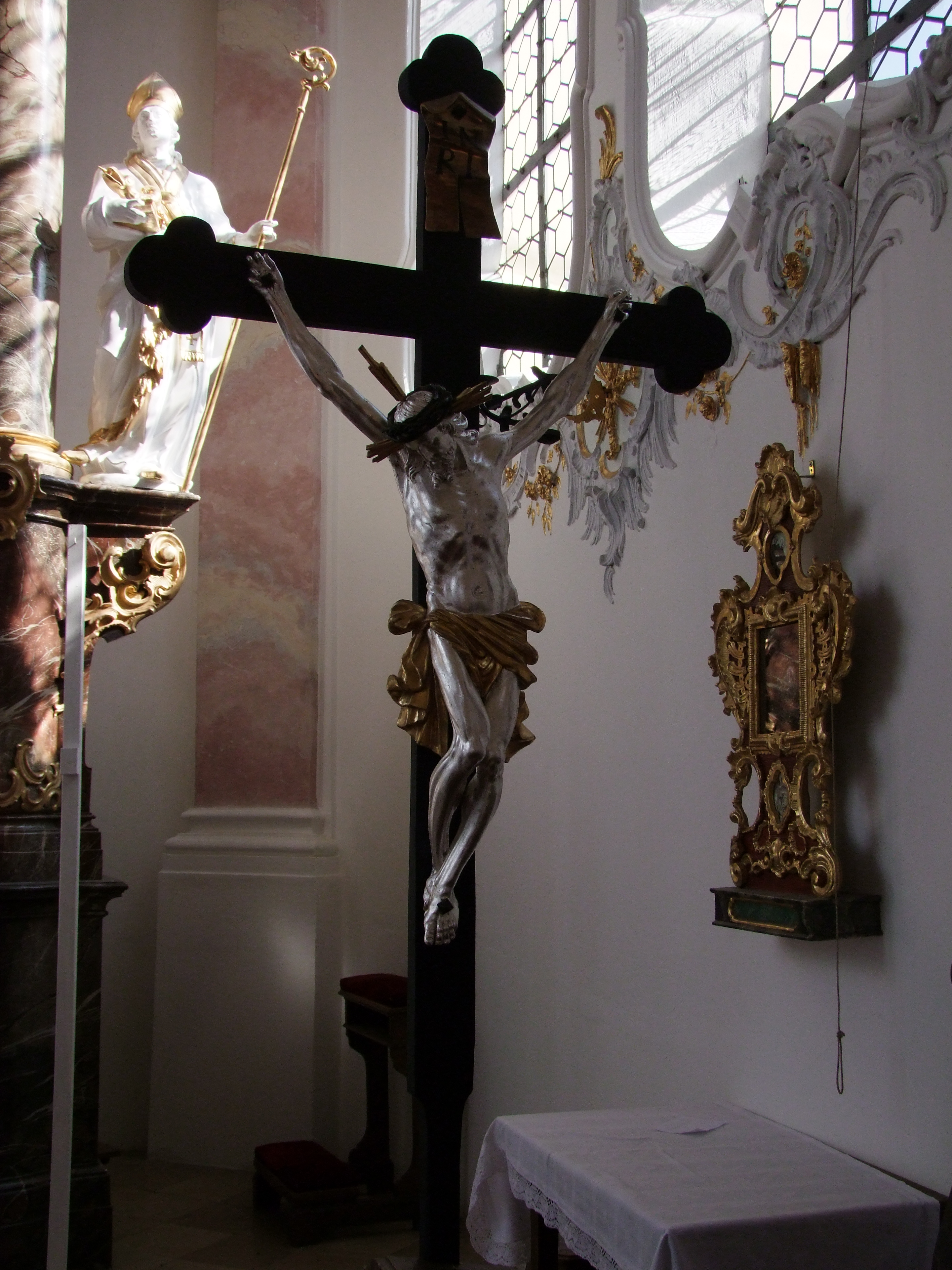
Vortragekruzifix in Silber gefasst

Das gefasste Vortragekruzifix links vom Chor stammt aus der zweiten Hälfte des 18. Jahrhunderts. Ein gefasstes Holzkruzifix aus der zweiten Hälfte des 18. Jahrhunderts befindet sich hinter dem Hochaltar. Das große Kruzifix mit einer schmerzhaften Muttergottes an der Langhaussüdwand gegenüber der Kanzel stammt aus der zweiten Hälfte des 18. Jahrhunderts. An der Chornordwand steht auf einer Konsole ein heiliger Sebastian. Er ist weiß gefasst und besitzt goldene Verzierungen wie die Altarfiguren. Es ist die einzige erhaltene Figur der Vorgängerkirche und stammt aus der Zeit um 1720 bis 1730. Das kleine Prozessionskruzifix aus dem 18. Jahrhundert am nördlichen Chorscheitel hat einen metallenen Korpus. Im Oratorium befindet sich ein Auferstehungsheiland aus dem zweiten Viertel des 18. Jahrhunderts.

### Gemälde
An den Längswänden im Langhaus und unter der Empore an der Westwand befinden sich 14 Kreuzwegstationen von Johann Michael Ziegler. Die erste und die letzte Station, die mit JM Ziegler 1778 bezeichnet ist, befinden sich an den Längswänden im Chor. Aus dem Ende des 18. Jahrhunderts stammende ovale Ölbilder des heiligen Aloysius und des heiligen Stanislaus Kostka beiderseits des Chorbogens haben klassizistische Rahmen.

### Bruderschaftsstangen
In der Kirche gibt es mehrere Bruderschaftsstangen aus der zweiten Hälfte des 18. Jahrhunderts. An der Langhaus-Nordwand befinden sich 15 Stangen mit dem Herz-Jesu in einem Strahlenkranz, welche in Gold gehalten sind. Die Stangen sind in Rotbraun gehalten und besitzen einen goldenen Abschlussknauf. Lediglich die Vortragsstange ist grün und besitzt einen gedrehten Stab und einen besonders geschmückten Abschluss. An der Südwand befinden sich 14 Stangen mit dem Monogramm M für Maria in einem Strahlenkranz, welche in Silber gehalten sind. Die Stangen sind blau mit einem goldenen Mittelknauf und einem goldenen Ende. Die Vortragestange ist größer und weist goldene Längsverzierungen sowie einen längeren, goldenen Abschluss auf.

### Orgel

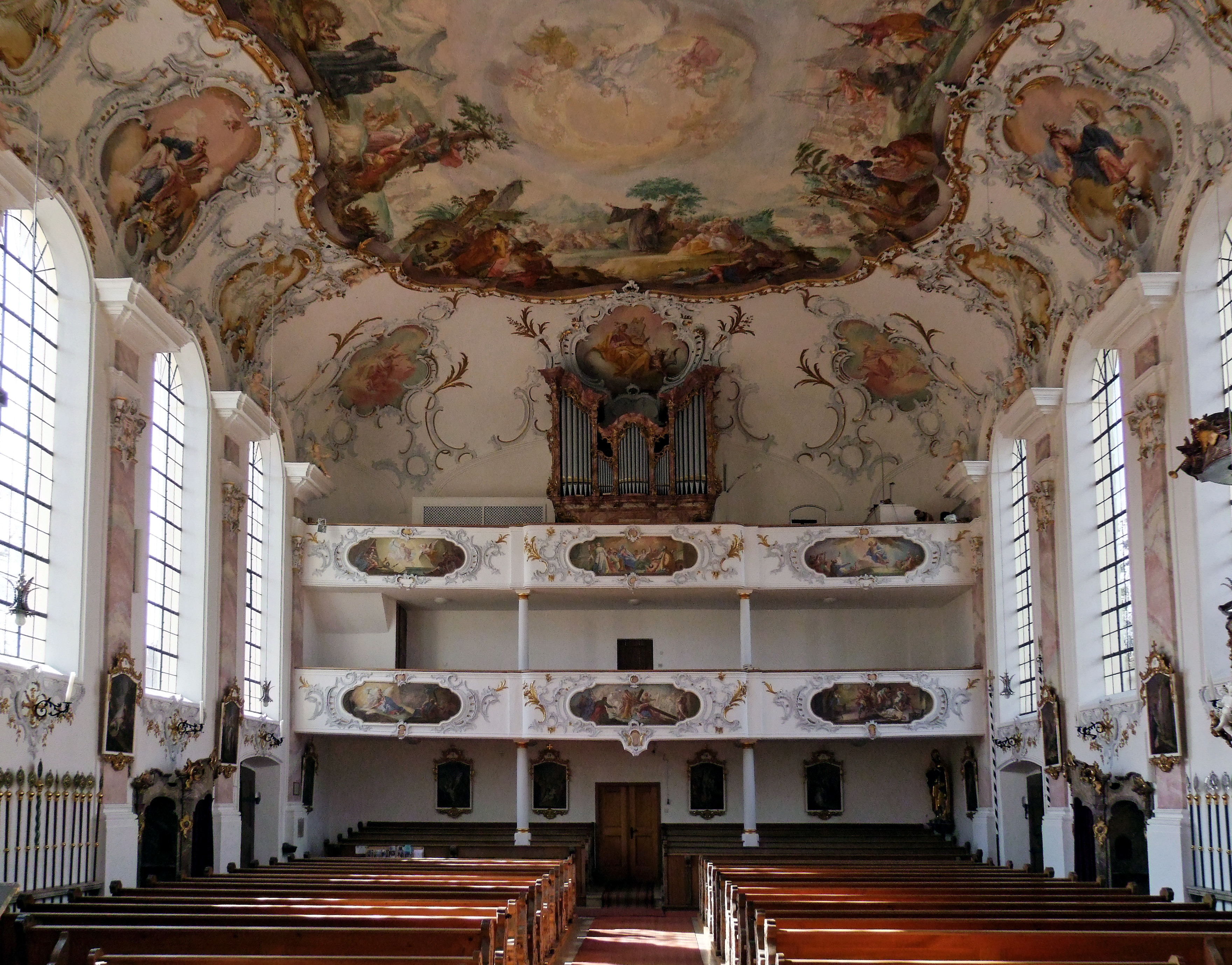
Innenraum mit Doppelempore und Orgelprospekt des Rokoko (1775)

Im Jahr 1775 wurde von unbekannten Meistern eine einmanualige Orgel mit einem fünfachsigen Prospekt im Stil des Rokoko erbaut, der „zu den schönsten in Schwaben“ gehört. Julius Schwarzbauer ersetzte um 1910 das Pfeifenwerk unter Verwendung pneumatischer Kegelladen. Durch Gerhard Schmid erfolgte 1957 die Elektrifizierung und ein Erweiterungsumbau auf zwei Manuale hinter dem historischen Gehäuse. Seitdem werden die Kegelladen über eine elektropneumatische Traktur angesteuert. Orgelbau Wech sanierte im Jahr 2005 das Instrument, das über 16 Register auf zwei Manualen und Pedal verfügt. Heute weist die Orgel folgende Disposition auf:
| I Hauptwerk C– |       |
| Gedacktpommer  | 16′   |
| Principal      | 8′    |
| Quintade       | 8′    |
| Weidenpfeife   | 8′    |
| Octave         | 4′    |
| Waldflöte      | 2′    |
| Mixtur IV      | 1 ⁄3′ |

| II Positiv C–   |       |
| Singend Gedackt | 8′    |
| Gemshorn        | 8′    |
| Rohrflöte       | 4′    |
| Principal       | 2′    |
| Sifflöte        | 1 ⁄3′ |
| Terzcymbel III  | 1⁄2′  |

| Pedal C–  |     |
| Subbaß    | 16′ |
| Oktavbaß  | 8′  |
| Principal | 4′  |

## Glocken

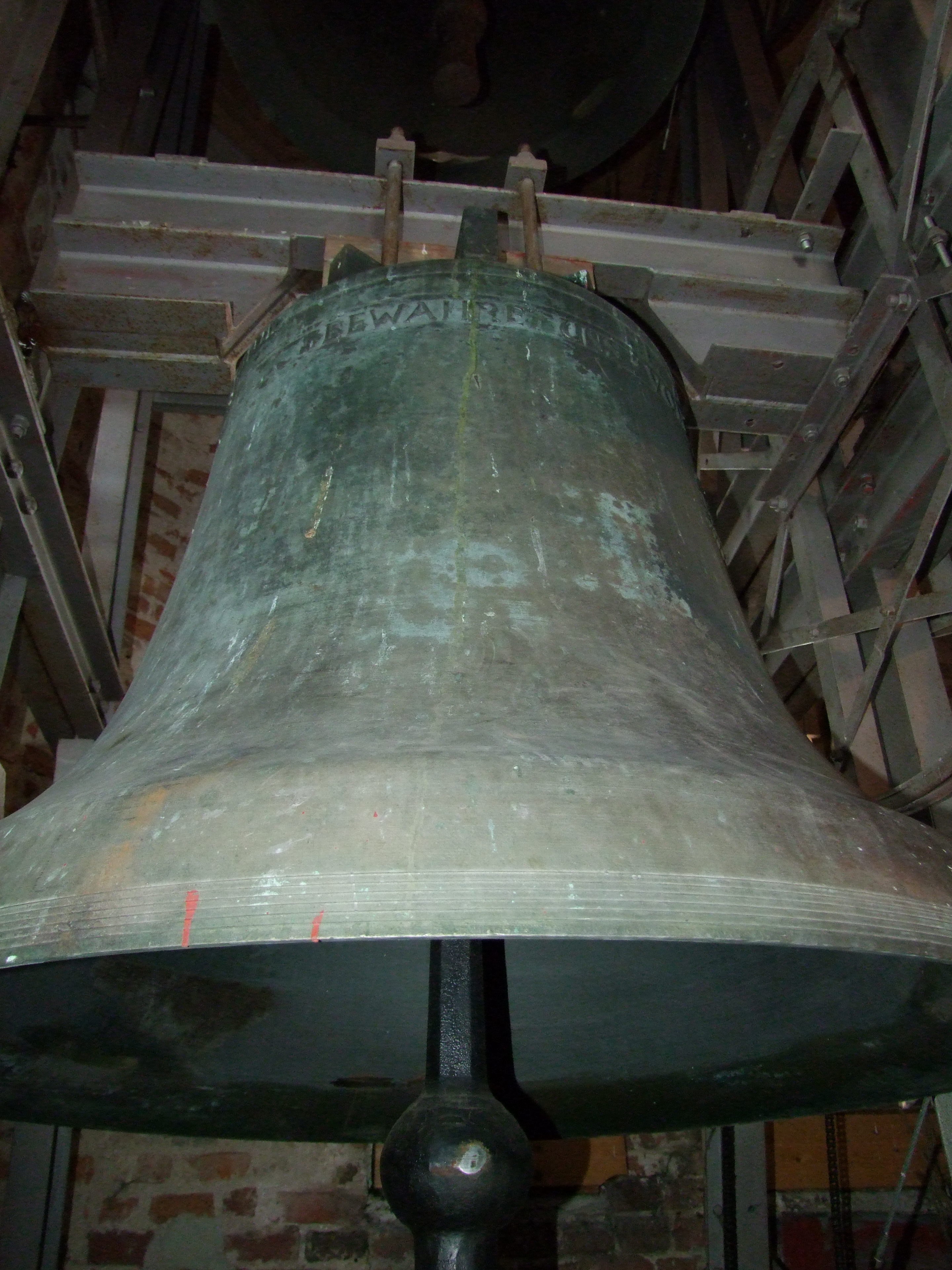
Marienglocke

Erste Glocken finden 1656 bei Bauarbeiten an der Kirche Erwähnung. Zu dieser Zeit wurde die sogenannte Große Glocke umgehängt und 1673 der Glockenstuhl mit Eichenholz ausgebessert. Die damals vorhandenen Glocken wurden im Ersten Weltkrieg eingeschmolzen. Die neu angeschafften Glocken mussten auch im Zweiten Weltkrieg abgegeben werden und kamen nicht mehr nach Unterrammingen zurück. Das heutige Kirchengeläut besteht aus drei Glocken. Diese wurden von der Glockenwerkstatt Wolfart in Lauingen gegossen, von der Kirchengemeinde bezahlt und 1953 von Pfarrer Schäffler geweiht. Die größte Glocke ist dem heiligen Magnus geweiht und wiegt 28 Zentner. Sie hat die Inschrift Heiliger Magnus schütze Deine Pfarrgemeinde. Die Mittlere Glocke ist der heiligen Maria geweiht und ist 16 Zentner schwer. Auf ihr steht Heilige Maria bewahre uns vor Hunger und Krieg. Die letzte Glocke ist die Sankt-Josefs-Glocke und wiegt 18 Zentner. Ihre Inschrift lautet Heiliger Josef nimm unsere Familien unter Deinen Schutz.